# Nicolaus Schmidt
Nicolaus Schmidt (Arnis, 1º gennaio 1953) è un artista, pittore e fotografo tedesco.

## Biografia
Nicolaus Schmidt si iscrive 1971 all'Accademia di Amburgo, dove studia con Kilian Breier. Vive in questa città fino al 1991, dopo si trasferisce a Berlino.

## Attività artistica

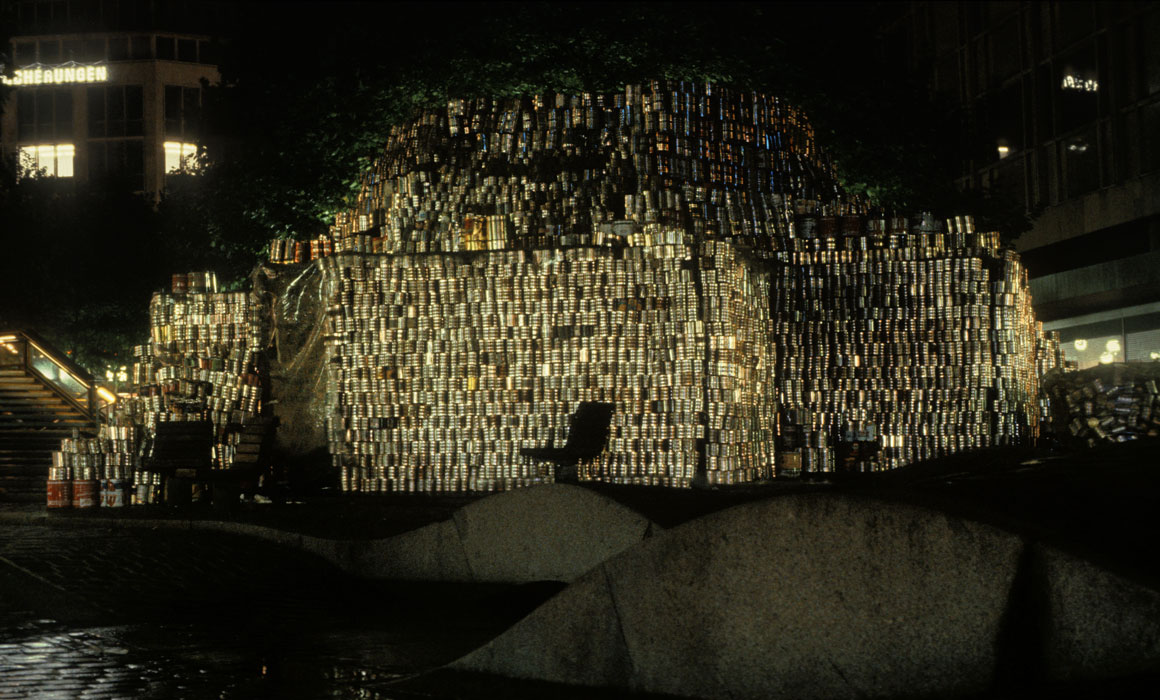
Azione Cerro Rico, Amburgo 1982

1982 inizia l'azione “Cerro Rico”. Con questa installazione di 100.000 scatole di latta al centro di Amburgo Schmidt fece un riferimento alla storia del Cerro Rico, montagna di Potosí (Bolivia). Nel 2008 partecipa con Christoph Radke alla „Portes Obertes“ a Valencia con l'azione ¡RECONSTRUCCIÓN!.
Alla fine degli anni 80 Nicolaus Schmidt comincia la serie “Morphogramma”, una pittura con oggetti di colore. Oggi lavora con fotografie in serie, progetto break dancer di New York - "N.Y.B.P." (2007 - 2009) e nuevo progetto "Astor Place | Broadway | New York" su un negozio di barbiere, fondata da immigrati italiani.

## Mostre (selezione)
- 1987: Ve-Vie-Lu, Kunstverein Geheim, Amburgo
- 1992: Galerie Graf & Schelble, Basilea
- 1994: Morphogramme, städtisches Museum Flensburgo
- 1997: „26 Morphogramme eines jungen Mannes“ (26 Morphogramme de un ragazzo), Galerie ACUD, Berlino.
- 2006: Gayhane, Ebene +14, Amburgo
- 2008: Kosmographie Gayhane, Deutsches Haus at NYU, New York
- 2008: RECONSTRUCCIÓN!, X. Portes Obertes, Valencia, Spagna
- 2015: Diversity and Strength – Photographs of Women in India, India International Centre, Nuova Delhi, India
- 2018: Deutschland in Vietnam – Deutsches Haus Ho Chi Minh City, Ho Chi Minh (città)

### Arte
- Nicolaus Schmidt, Breakin' the City, Kerber Verlag, Bielefeld, 2010, ISBN 978-3-86678-453-6.
- Nicolaus Schmidt, facebook: friends[collegamento interrotto], editore Michael W. Schmalfuss, Kerber Verlag, Bielefeld 2011, ISBN 978-3-86678-578-6
- Nicolaus Schmidt, Astor Place | Broadway | New York, editore Darnell L. Moore, Kerber Verlag, Bielefeld 2013, ISBN 978-3-86678-806-0
- Priyanka Dubey & Nicolaus Schmidt, INDIA • WOMEN, Hrsg. Doreet LeVitte-Harten, Kerber Verlag, Bielefeld, 2014, ISBN 978-3-86678-990-6

### Storia
- Nicolaus Schmidt, Die Ausmalung des Kappelner Rathaussaales 1937 – die andere Seite der Biografie des Gerhart Bettermann, in: Kunstgeschichte, Open Peer Reviewed Journal, Artikel, 2011
- Nicolaus Schmidt, Willi Lassen – eine biografische Skizze. In: Demokratische Geschichte. Bd. 26, Schleswig-Holsteinischer Geschichtsverlag, 2015,
- Nicolaus Schmidt: ARNIS 1667 2017 – Die kleinste Stadt Deutschlands Wachholtz-Verlag 2017 ISBN 978-3-933862-49-5
- Nicolaus Schmidt: Viet Duc, Deutsch-vietnamesische Biografien als Spiegel der Geschichte, Kerber Verlag, Bielefeld 2018, ISBN 978-3-7356-0484-2